# Steppomitra hungarica
Steppomitra hungarica là một loài Rêu trong họ Funariaceae. Loài này được (Boros) Vondr. mô tả khoa học đầu tiên năm 1965.